# Kamine
Kamine (ou Komine) est une localité du Cameroun située dans le département du Donga-Mantung et la Région du Nord-Ouest, à proximité de la frontière avec le Nigeria. Elle fait partie de la commune de Misaje.

## Population
En 1970 la localité comptait 839 habitants, principalement du clan Misaje.
Lors du recensement de 2005, 3 226 personnes y étaient dénombrées.
C'est l'une des quelques localités où l'on parle le sari, une langue béboïde.